# Antično gledališče, Taormina
Antično gledališče Taormina v Taormini je drugo največje na Siciliji za gledališčem v Sirakuzah.

## Zgodovina
Prejšnjo stavbo so zgradili Grki v 3. stoletju pr. n. št. Zgrajena kot gledališče za izvajanje predstav. Zato današnji objekt pogosto imenujejo Teatro Greco.
V 2. stoletju pr. n. št. je bila nad njim zgrajena rimska stavba. V areno je bilo spremenjeno v 2. stoletju našega štetja. Avditorij je bil ponovno znatno razširjen. Po tem so se tam odvijali le boji gladiatorjev in živali.
Po propadu Rimskega cesarstva je gledališče propadlo, vojne so ga dodatno poškodovale. Odrska stavba je bila delno rekonstruirana v 19. stoletju. Marmorni stebri so bili postavljeni med letoma 1835 in 1840. Leta 2017 je gledališče služilo kot kulisa za skupinsko sliko udeležencev na vrhu G7 2017.

## Opis
Gledališče meri 120 m v dolžino, 50 m v širino in 20 m v višino, obrnjeno je proti jugozahodu in je razdeljeno na območja odra, orkestra in tribune (cavea). Ker je bilo zgrajeno na vrhu starejšega grškega gledališča, je vgrajeno v pobočje, medtem ko so bila rimska gledališča sicer samostojne zgradbe. Stopnice tribune so bile delno zarezane v obstoječo skalo in so že takrat ponujale prostor za približno 5400 gledalcev. Najnižja stopnica ima polmer 62 m, zgornja pa 147 m.
Odrska zgradba, ki je bila v rimskih časih zgrajena iz opeke, je na gledalčevi strani prikazovala dvonadstropno fasado z nišami, v katerih so stali kipi in stolpi spredaj. Danes približno deset metrov široka odprtina ponuja pogled na goro Etno in zaliv Giardini-Naxos.
Ob gledališču je Antikvarij, majhen arheološki muzej. Čeprav je večina arheoloških najdb razstavljena v muzejih Neaplja, Messine in Sirakuz, je tukaj nekaj eksponatov, ki si jih je vredno ogledati. Zanimiva je med drugim marmornata cokla z napisom, ki pravi, da je bil Tauromenion na antičnih olimpijskih igrah zmagovalec konjskih dirk.

## V popularni kulturi
1886–1888 je Gustav Klimt pri stropni poslikavi stopnišča Burgtheatra na Dunaju uporabil motive antičnega gledališča Taormina.
Leta 1995 je Woody Allen v antičnem gledališču Taormina posnel več prizorov  svojega filma Mogočna Afrodita.